# Chicago (formație)
Chicago (pe scurt, dar cunoscută și sub numele luat ulterior de Chicago Transit Authority) este o formaţie muzicală de muzică rock, formată în anul 1967 în orașul Chicago, din statul american Illinois.  Bine cunoscută ca fiind prima și una dintre foarte rarele formații de muzică rock care folosește în mod constant și extensiv instrumente de suflat, Chicago a fost inițial orientată spre un gen de muzică cu mesaj politic, dar mai apoi a progresat în direcția unui sunet mai cald, atenuat, producând numeroase hituri muzicale.  
Deși cele mai mari succese comerciale ale formației au fost în anii 1970 și 1980, membrii formației au rămas activi, producând constant concerte, înregistrări muzicale (atât de studio, sub formă de albume de sine stătătoare sau de remake, cât și formă de înregistrări live sau colaționări).  Ultimul lor album, Chicago XXX, a fost lansat în 21 martie 2006.

## Începuturi
Formația a fost constituită în 1967, după ce un grup de studenți care studiau muzică, de la DePaul University, începuseră să concerteze jam-sessions de seară la diferite cluburi situate în sau în afara campusului universitar.  Treptat, grupul a adăugat noi membri și a avut o carieră profesională ca o formație de acompaniament sub numele de The Big Thing. 
Caracteristica remarcabilă a grupului, încă de la început, a fost sunetul complex, asemănător cu al jazzului, datorat prezenței unor instrumente de suflat alături de instrumente mult mai "tradiționale" considerate "specifice" muzicii rock, totul dublat de versatilitatea și profesionalismul membrilor.  Astfel, trupa avea în componență suflătorii saxofonistul Walter Parazaider, trombonistul James Pankow și trompetistul Lee Loughnane, împreună cu instrumentiștii tradiționali muzicii rock-and-roll ghitaristul Terry Kath, claviaturi Robert Lamm, bateristul Danny Seraphine și basistul Petre Cetera (care s-a alăturat ultimul grupului original). 

## Discografie

### Albume oficiale
1. The Chicago Transit Authority (Aprilie 1969) SUA #17; UK - Marea Britanie #9
2. Chicago, ulterior re-numit Chicago II (Ianuarie 1970) SUA #4; UK #6
3. Chicago III (Ianuarie 1971) SUA #2; UK #9
4. Chicago at Carnegie Hall (Octombrie 1971) SUA #3
5. Chicago V (Iulie 1972) SUA #1; UK #24
6. Chicago VI (Iunie 1973) SUA #1
7. Chicago VII (Martie 1974) SUA #1
8. Chicago VIII (Martie 1975) SUA #1
9. Chicago IX - Chicago's Greatest Hits (Noiembrie 1975) SUA #1
10. Chicago X (Iunie 1976) SUA #3; UK #21
11. Chicago XI (Septembrie 1977) SUA #6
12. Hot Streets (Octombrie 1978) SUA #12
13. Chicago 13 (August 1979) SUA #21
14. Chicago XIV (Iulie 1980) SUA #71
15. Greatest Hits, Volume II (Noiembrie 1981) US #171
16. Chicago 16 (Iunie 1982) SUA #9; UK #44 - primul album cu Warner Brothers
17. Chicago 17 (Mai 1984) SUA #4; UK #24
18. Următoarea lansare cronologică: Take Me Back to Chicago (1985), o compilație a CBS, care nu a fost direct autorizată sau cunoscută de către formație
19. Chicago 18 (Septembrie 1986) SUA #35
20. Chicago 19 (Iunie 1988) SUA #37
21. Greatest Hits 1982-1989 (Noiembrie 1989) SUA #37; UK #6
22. Twenty 1 (Ianuarie 1991) SUA #66
23. Night & Day Big Band (Mai 1995) SUA #90
24. The Heart of Chicago 1967-1997 (Aprilie 1997) SUA #55; UK #21
25. The Heart of Chicago 1967-1998 Volume II (Mai 1998) US #154
26. Chicago XXV: The Christmas Album (August 1998) SUA #47
27. Chicago XXVI: Live in Concert (Octombrie 1999)
28. The Very Best of: Only the Beginning (Iulie 2002) SUA #38; UK #11
29. The Box (Iulie 2003)
30. Următoarea lansare cronologică: What's It Gonna Be, Santa? (Octobrie 2003, re-lansarea albumului Chicago XXV având bucăți muzicale suplimentare) SUA #102
31. Love Songs (Ianuarie 2005) SUA #57
32. Chicago XXX (Martie 2006) SUA #41

## A se vedea și
- en  Listă a muzicienilor a căror muzică se vinde cel mai bine (în întrega lume);
- en  Listă de formaţii muzicale denumite după diferite locuri.